# Slaget vid Heilsberg
Slaget vid Heilsberg var ett fältslag den 10 juni 1807 under Napoleonkrigen mellan å ena sidan det första franska kejsardömet och å den andra Ryssland.
Den ryska armén, som bestod av cirka 90 000 man och som leddes av general Benningsen, hade goda ställningar i och omkring staden Heilsberg i Ostpreussen. En fransk armé på ungefär 50 000 man under marskalkarna Joachim Murat och Jean Lannes anföll ryssarna, som dock slog tillbaka flera franska anfall och tillfogade fransmännen betydande förluster. Benningsen såg sig dock tvungen att retirera, och den ryska armén krossades fyra dagar senare vid Friedland.
De franska förlusterna uppgick till mellan 10 600 och 12 600 man, medan de ryska var på 8 000 man.